# Andrej Bagar
Andrej Bagar (29. října 1900, Trenčianske Teplice – 31. července 1966, Bratislava) byl slovenský herec a divadelní režisér. Narodil se do rodiny Ignáce Bagara a jeho ženy Anny.

## Život
Od roku 1914 se učil ve Vídni čalouníkem a současně studoval dekoratérství na uměleckoprůmyslové škole. Pracoval jako dělník, hotelový sluha, topič. Od roku 1922 studoval herectví na dramatické konzervatoři v Praze.
V letech 1923–1925 a 1939 byl členem činohry Slovenského národního divadla. Mezitím hrál v Košicích a v Pardubicích. V letech 1939–1940 byl pro svoji protifašistickou činnost vězněn. Po propuštění působil pod jménem Ján Minárik jako režisér bratislavského rozhlasu. V roce 1944 se stal spoluzakladatelem Slovenského komorního divadla v Martině. Po uvedení inscenace Filip II. mu zakázali pobyt v Martině. Odešel do Slovenského národního divadla, kde s divadelním souborem působil mezi partyzány (nejprve jako komisař, později založil a vedl Frontové divadlo). Po osvobození byl do roku 1951 uměleckým ředitelem Slovenského národního divadla. Od roku 1950 až do své smrti byl pedagogem a také rektorem VŠMU.
V mládí byl veřejně činný. Od roku 1938 byl aktivním členem KSČ. V letech 1957–1965 byl předsedou ZSDU. Dlouhá léta byl členem ÚV KSS. Ve volbách roku 1954 byl zvolen do Slovenské národní rady. Opětovně mandát v SNR získal ve volbách roku 1960.
Ve svém hereckém vývoji prošel od postav mladistvých elegánů až po psychologicky vrstevnatější portréty velkého množství postav ve hrách domácích i zahraničních autorů.
Ve filmu hrál od roku 1935.

## Ocenění
Za svoji činnost byl častokrát oceněn:
- 1934 – nositel Štefánikovy ceny za dramatické umění
- 1945 – nositel národní ceny
- 1947 – Československý válečný kříž
- 1947 a 1951 laureát státní ceny
- 1949 – nositel Řádu 25. února
- 1955 – nositel Řádu republiky a titul národní umělec
- 1960 – nositel Řádu práce

## Filmografie
- 1935 Milan Rastislav Štefánik (Martin Javor)
- 1936 Jánošík (Šándor)
- 1936 Vzdušné torpédo 48 (šéf vyzvědačů Gettering)
- 1937 Matčina zpověď (Ondrej Mikulčík)
- 1938 Neporažená armáda (štábní kapitán Michal Jurčík)
- 1938 Zborov (příslušník České družiny Veselý)
- 1947 Varúj...! (panský správce)
- 1948 Čertova stěna (majitel chaty Hlavaja)
- 1948 Ves v pohraničí (Hrianka)
- 1951 Boj sa skonči zajtra (poslanec Drábek)
- 1952 Nad námi svítá (Houra)
- 1952 Nástup (Galčík)
- 1954 Dřevěná dědina (Martin Šechnár)
- 1957 Zemianska česť (Adam Bešeňovský)
- 1962–1963 Jánošík I.–II. (hrabě Révay)
- 1965 Úplně vyřízený chlap (Šafář)